# Wedding Peach
Wedding Peach (jap. 愛天使伝説ウェディングピーチ Ai tenshi densetsu Wedingu Pīchi) – shōjo-manga autorstwa Sukehiro Tomity i z ilustracjami Nao Yazawy. Początkowo ukazywała się na łamach japońskiego magazynu Ciao wydawnictwa Shōgakukan. 
Doczekała się ekranizacji w formie serial anime w reżyserii Kunihiko Yuyamy składał się z 51 odcinków i był emitowany na kanale TV Tokyo od 5 kwietnia 1995 do 27 marca 1996. Kontynuacją anime jest czteroodcinkowa seria OVA zatytułowana Wedding Peach DX.

## Opis fabuły
Trzy nastolatki: Momoko Hanasaki, Yuri Tanima i Hinagiku Tamano dowiadują się, że są Aniołami Miłości i muszą walczyć ze złem. Bogini Afrodyta i tajemniczy anioł Limone wspierają je w trudnej drodze do zwycięstwa. Nasze bohaterki powinny znaleźć cztery amulety – Sant Something Four, zanim siły zła tego dokonają. Jeśli nie wypełnią tej misji, światy ludzi i aniołów dostaną się w ręce demonów. Oprócz walki ze złem Momoko, Yuri i Hinagiku borykają się z problemami życia codziennego.

## Postacie

### Anioły Miłości
- Momoko Hanasaki (jap. 花ももこ Hanasaki Momoko) / Wedding Peach (jap. ウェディングピーチ Wedingu Pīchi) – Momoko jest sympatyczną trzynastolatką. Mieszka z ojcem fotografem – Shōichirō. Jej matka Sakura to bardzo tajemnicza postać. Odeszła od rodziny dziesięć lat temu. Dla Momoko niezwykle ważna jest pamiątka po niej – pierścionek z rubinem. Bardzo podobał się jej Kazuya, ale potem zwraca większą uwagę na Yōsuke. Mimo że chłopak bywa denerwujący, wiele dla niej znaczy. Momoko interesuje się fotografią i robi zdjęcia do szkolnej gazetki. Ponad wszystko kocha słodycze. Wydaje się trochę gapowata i nie radzi sobie w szkole, ale tak naprawdę jest pełna pasji i zaangażowania. Wkrótce dowiadujemy się, że jej pamiątkowy pierścionek to jeden z amuletów – „Something Old”, a ona sama jest Aniołem Miłości – Wedding Peach i siostrzenicą Afrodyty. W walce jest gotowa do wielu poświęceń.

Seiyū: Kyōko Hikami 
- Yuri Tanima (jap. 谷間ゆり Tanima Yuri) / Angel Lily (jap. エンジェルリリィ Enjuru Ririi) – Yuri również ma trzynaście lat. To bardzo elegancka, młoda dziewczyna. Jej rodzice, Ryūzuō i Erena, są projektantami mody. Yuri jest właścicielką „Something Blue” – kolczyki, które kiedyś należały do jej babci. Związana z Kazuyą. Bardzo lubi grać na pianinie. Jest dumna z tego, że pisze do szkolnej gazetki. W grupie przyjaciółek stanowi głos rozsądku, na ogół jest bardzo spokojna, miła i opanowana. Lubi się uczyć, nie przepada tylko za biologią (ta niechęć wynika z tego, że nie znosi insektów).

Seiyū: Yukana 
- Hinagiku Tamano (jap. 珠野ひなぎく Tamano Hinagiku) / Angel Daisy (jap. エンジェルデイジー Enjuru Deijī) – Hinagiku to pewna siebie trzynastolatka. Zwykle nie przebiera w słowach. Nie brakuje jej odwagi, wytrwałości, czasem zachowuje się trochę jak chłopak. Jej rodzice, Masahiro i Akemi, prowadzą własną kwiaciarnię. Hinagiku ma też młodszego brata Akirę. Posiada „Something Borrowed” – naszyjnik jej przyjaciółki. Najpierw podkochiwała się w Kazuyi, ale potem zaczęła interesować się Takuru, który był jej przyjacielem z dzieciństwa. Lubi sztuki walki, zwłaszcza judo i kendo. Chętnie pisze do szkolnej gazetki. Zmienia się w Angel Daisy.

Seiyū: Yūko Miyamura 
- Scarlett O'Hara (jap. 小原スカーレット Ohara Sukāretto) / Angel Salvia (jap. エンジェルサルビア Enjuru Sarubia) – Ostatnia z Aniołów Miłości, która pojawia się w serii. Przyjeżdża do Japonii ze Stanów Zjednoczonych. Jej tata to Japończyk, a matka Amerykanka. Scarlet wydaje się być chłodna i wciąż oddala się od swoich towarzyszek. Prawie zabija Jama-P, jednak Angel Daisy go ratuje. Scarlet dużo się uczy od pozostałych Aniołów Miłości i ostatecznie decyduje się z nimi współpracować. Posiada „Something New” – jest to tiara jej matki. Po transformacji Scarlet to Angel Salvia.

Seiyū: Yuka Imai 

### Inne postacie
- Jama-P (jap. じゃ魔ピー Jamapī) – Jest zwierzątkiem Pluie i wiernie mu służy. Zwykle wkrada się w czyste ludzkie serca i kontroluje niewinne osoby, by atakowały innych. Pewnego razu Pluie chce zabić Jama-P, rozgniewany jego ciągłymi niepowodzeniami. Wtedy ratuje go Wedding Peach. Od tego czasu Jama-P jest po stronie Anielic Miłości, wspiera je. Później Angel Salvia próbuje zrobić mu krzywdę, jednak i tym razem Jama-P wychodzi z tego cało, ponieważ chroni go Angel Daisy.

Seiyū: Miwa Matsumoto 
- Yōsuke Fuuma (jap. 洋介風魔 Fuuma Yōsuke) / Viento (jap. ヴィエント Viento) – Piłkarz, jest w tym samym wieku co Anioły Miłości. Od początku bardzo denerwuje Momoko, jednak zrządzenie losu sprawia, że zostaje jej chłopakiem. Yōsuke chce pomagać Momoko, ale ona wie, iż nie może wciągać Yōsukego w sprawy Aniołów. Wkrótce jednak ujawnia się mroczna natura Fuumy. Jego ojciec, Uragano, jest demonem i on też zmienia się w złego Viento. Od tej pory Anioły Miłości muszą z nim walczyć.

Seiyū: Yūji Ueda 
- Kazuya Yanagiba (jap. 和也柳 Yanagiba Kazuya) / Limone (jap. リモーネ Rimōne) – Kazuya ma piętnaście lat, jest kapitanem drużyny piłkarskiej. To bardzo popularny chłopak, idealny obiekt westchnień. Zmienia się w Anioła Limone i pomaga Peach oraz pozostałym dziewczynom. Mieszka sam.

Seiyū: Shinichirō Miki 
- Afrodyta (jap. アフロディーテ Afurodīte) – Bogini miłości i piękna, panuje w świecie aniołów. Jest starszą siostrą Angel Cereste i ciotką Wedding Peach.

Seiyū: Mako Hyōdō 
- Sakura Hanasaki (jap. 花咲さくら) / Celeste (jap. セレーソ Serēso) – Sakura jest matką Momoko. Momoko przez długi czas myślała, że jej matka nie żyje. Tata wyjaśnił jej, iż Sakura odeszła od nich, gdy Momoko miała trzy latka. Prosiła, by jej nie zatrzymywać, bo inaczej coś złego spotka jej męża i córkę. To bardzo tajemnicza postać. Dowiadujemy się, że jest siostrą Afrodyty. Zostawiła Momoko swój pierścień, z wiarą, że będzie umiała się nim zaopiekować.

Seiyū: Chiharu Suzuka 
- Reine Devila (jap. レイン デビラ Rein Debira) – Królowa demonów.

Seiyū: Mika Doi 
- Pluie (jap. プリュイ Pyuri) – Pierwszy demon, którego spotkały Anioły Miłości. Jego największym życzeniem jest zdobyć pierścień mamy Momoko, ponieważ domyśla się jego mocy. Posługuje się wirami ciemności. Ma zielone włosy i oczy. Ostatni raz pojawia się w 16 odcinku anime.

Seiyū: Kazuki Yao 
- Igneous (jap. イグニス Ignis) – Demon, który pojawia się po odejściu Pluie. Ma moc ognia. Jego włosy są czerwone, oczy-brązowe. Ostatni raz widzimy go w anime, w 30 odcinku.

Seiyū: Tomokazu Seki 
- Potamos (jap. ポタモス Potamosu) / Hiromi Kawanami (jap. 川浪ひろみ Kawanami Hiromi) – Kolejny demon, ukrywa się pod ludzką postacią. Jest dość niebezpieczna. Jej włosy są fioletowe i falowane a oczy-czerwone. Ma moc wody i lodu. Na ziemi przybiera postać Hiromi Kawanami i zakochuje się od pierwszego wejrzenia w Yōsuke, próbując na każdym kroku odbić go Momoko, co jednak jej się nie udaje. Jest bardzo denerwująca osobą i niezbyt poważnym demonem, który wykorzystuje swą moc bardziej dla własnych celów. Jej ostatnie pojawienie ma miejsce w odcinku 38 anime.

Seiyū: Kotono Mitsuishi 
- Uragano – To ojciec Yōsukego. Jest demonem, posiada moc wiatru. Zabił Momoko, Yuri i Hinagiku w ich poprzednim życiu. Yousuke, gdy to odkrywa zaczyna go nienawidzić, ale sam nie może pokonać swojej złej natury i też staje się demonem – Viento. Z czasem uczy się jak zapanować nad swą mocą i używa jej przeciwko Reine Devilli.

- Takurō Amano (jap. 雨野 たくろう Amano Takurō) – Jest najlepszym uczniem w szkole. Przyjaciel Hinagiku z dzieciństwa. Z czasem zaczynają czuć do siebie coś więcej. W mandze ostatecznie żeni się z Hinagiku.

Seiyū: Kappei Yamaguchi 
- Dean Butler (jap. ディーン・バトラー Dīn Batorā) – Jest przyjacielem z dzieciństwa Scarlett z czasów, gdy mieszkała w Ameryce. W mandze ostatecznie żeni się ze Scarlett.

## Przedmioty
- Saint Something Four (Cztery Święte Przedmioty) to Pierścionek Wedding Peach, Kolczyki Angel Lily, Naszyjnik Angel Daisy i Tiara Angel Salvii.
- Saint Miroir (Święte Lustro) – jest to lustro, które Wedding Peach otrzymała od Anioła Limone. Służy do komunikacji z boginią Afrodytą oraz do wykonania ataku „Saint Miroir Bridal Flash”.
- Saint Lipliner (Święty Lipliner) – tylko z pozoru wygląda jak pomadka do ust. Tak naprawdę jest magicznym przedmiotem, dzięki któremu Angel Lily wykonuje swój atak „Saint Lipliner Lily Rainbow"
- Saint Pendule (Święte Wahadło) – zegarek z wahadełkiem należący do Angel Lily, dzięki niemu dziewczyna wywołuje Stokrotkową Zamieć „Saint Pendule Daisy Blizzard”.
- Saint Crystal (Święty Kryształ) – pierścionek Wedding Peach po przemianie, zamienia się w kryształową różdżkę.
- Saint Strahl (Święta Pałeczka) – zmieniają się w nią kolczyki Angel Lily.
- Saint Tornado (Święte Tornado) – różdżka Angel Daisy,powstała z jej naszyjnika.

## Transformacje
- Momoko
  - Wedding Beautiful Flower! (Piękny Ślubny Kwiat!) – po wypowiedzeniu tych słów Momoko otrzymuje ślubny strój.
  - Wedding Change! Bridal Dress Change! Angel Amour Peach! (Ślubna Przemiana! Zmiana Ślubnej Sukni! Anioł Miłości Peach!) – te zaklęcie zmienia Momoko w Fighter Angel-Walecznego Anioła, z innym strojem.
- Yuri
  - Wedding Graceful Flower! (Wdzięczny Ślubny Kwiat!) – dzięki tym słowom Yuri może się przebrać w suknię panny młodej.
  - Wedding Change! Bridal Dress Change! Angel Precious Lily! (Ślubna Przemiana! Zmiana Ślubnej Sukni! Anioł Wartości Lily!) – po tych słowach Yuri staje się Walecznym Aniołem, ze strojem wojowniczki.
- Hinagiku
  - Wedding Attractive Flower! (Atrakcyjny Ślubny Kwiat!) – Hinagiku wypowiadając tę formułę otrzymuje ślubny strój.
  - Wedding Change! Bridal Dress Change! Angel Courage Daisy! (Ślubna Przemiana! Zmiana Ślubnej Sukni! Anioł Odwagi Daisy!) – Hinagiku zmienia się w Fighter Angel.
- Scarlet
  - Wedding Excellent Flower! (Wspaniały Ślubny Kwiat!) – po wypowiedzeniu tych słów Scarlet jest ubrana w swoją ślubną suknię.
  - Wedding Change! Bridal Dress Change! Angel Passionate Salvia! (Ślubna Przemiana! Zmiana Ślubnej Sukni! Anioł Pasji Salvia) – te zaklęcie zmienia Scarlet w Walczącego Anioła, w stroju wojowniczki.

## Ataki
- Wedding Peach
  - Saint Operation Tempete (Święta Operacja Złagodzenia) – Tym atakiem bohaterka wypędza demony, które opanowały ludzi.
  - Saint Miroir Bridal Flash (Święte Lustro-Weselny Błysk) – Peach używa tego ataku w celu pokonania demonów.
  - Saint Crystal Love For You (Święty Kryształ Miłość Dla Ciebie) – Peach mówi to by aktywować moc Something Old.
  - Wedding Bridal Verse (Ślubno-Weselne Wyrażenie) – Peach mówi to przed użyciem Świętego Kryształu.
  - Saint Feather Impulse! (Impuls Świętego Pióra!) [OVA]
  - Saint Granade Crystal, Heart Impact! (Święty Kryształowy Granat, Uderzenie Serca!) [OVA]
- Angel Lily
  - Saint Lipliner Lily Rainbow (Święty Lipliner-Liliowa Tęcza) – Podstawowy atak, którym Lily pokonuje demony.
  - Bridal Veil of the Maiden (Ślubny Welon Panny) – zaklęcie wymawiane przed użyciem Świętej Pałeczki.
  - Saint Straw Stardust (Święta Pałeczka,Gwiezdny Pył) – zaklęcie używane do uwolnienia mocy Something Blue.
  - Saint Spiral Whip! (Święty Spiralny Bicz!) [OVA]
- Angel Daisy
  - Saint Pendule Daisy Blizzard (Święte Wahadło - Stokrotkowa Zamieć) – formuła waleczna pokonująca demony.
  - Memorial Candle of Love (Pamiątkowa Świeca Miłości) – Daisy mówi te słowa zanim używa swojego tornada.
  - Saint Tornade Dreaming (Święte Tornado Snów) – uwalnia moc Something Borrowed.
  - Saint Rolling Boomerang! (Święty Toczący Bumerang!) [OVA]
- Angel Salvia
  - Angel Passionate Salvia (Pełen Pasji Anioł Salvia) – Salvia mówi to przed użyciem miecza.
  - Saint Pure Sword! Jōnetsu Cake Cut! (Święty Miecz Oczyszczenia! Namiętne krojenie ciast!)
  - Saint Pure Sword! Bridal Fire! (Święty Miecz Oczyszczenia! Weselny Płomień!) – uwalnia moc Something New.
  - Saint Twin Sword! Święty Bliźniaczy Miecz! [OVA]

## Muzyka

### Anime
Opening
1. „Yumemiru ai tenshi” (jap. 夢見る愛天使), śpiewane przez FURIL (odc. 1–27)
2. „Wedding Wars ~Ai wa honō~” (jap. Wedding Wars～愛は炎～), śpiewane przez Erina Nakajima (odc. 28–51)

Ending
1. „21-seiki no Juliette” (jap. 21世紀のジュリエット), śpiewane przez FURIL' (odc. 1–27)
2. „Virgin Love”, śpiewane przez FURIL' (odc. 28–50)
3. „Wedding Wars ~Ai wa honō~” (jap. Wedding Wars～愛は炎～), śpiewane przez Erina Nakajima (odc. 51)

Inne
1. „Hitomi no oku de dakishimete” (jap. 瞳の奥で抱きしめて), śpiewane przez FURIL' (odc. 18–19)
2. „Lucky & Happy FURIL”, śpiewane przez FURIL' (odc. 18)
3. „Virgin Love”, śpiewane przez FURIL' (odc. 28)
4. „Zutto aitakatta” (jap. ずっと逢いたかった), śpiewane przez FURIL' (odc. 24)

### OVA
Opening
1. „Merry Angel”, śpiewane przez FURIL'

Ending
1. „Sweet Little Love”, śpiewane przez FURIL'